# Allmannshofen
Allmannshofen este o comună aflată în districtul Augsburg, landul Bavaria, Germania.